# Ґао Тін'юй
Ґао Тін'юй (кит.: 高亭宇) — китайський ковзаняр, олімпійський чемпіон та медаліст, чемпіон Азійських ігор.
Бронзову олімпійську медаль Ґао виборов на Пхьончханській олімпіаді 2018 року на дистанції 500 м.

## Зовнішні посилання
- Досьє на speedskatingnews [Архівовано 30 січня 2019 у Wayback Machine.]

## Виноски
1. ↑  SpeedSkatingStats
2. ↑  Men's 500 metres results (PDF). Архів оригіналу (PDF) за 19 лютого 2018. Процитовано 7 квітня 2018. [Архівовано 2018-02-19 у Wayback Machine.]